# Reichenau an der Rax
Reichenau an der Rax est une commune (Marktgemeinde) autrichienne du district de Neunkirchen en Basse-Autriche. Cette station climatique située au pied du massif du Rax est de longue date un lieu de repos et de la villégiature.

## Géographie
Reichenau se trouve dans le Sud de la Basse-Autriche, proche de la frontière avec la Styrie. Le territoire communal s'étend le long de la Schwarza, un affluent de la Leitha. La chaîne montagneuse du Rax, une moitié du massif de Rax et Schneeberg dans les Préalpes orientales septentrionales, est une zone de détente et de récréation appréciée des habitants de l'agglomération de Vienne.
La ligne de chemin de fer de Semmering, une partie de la Südbahn reliant Vienne à Graz, traverse la commune voisine de Payerbach au sud-est. Une route conduit de la vallée de la Schwarza via le col de Prein à Kapellen sur la Mürz en Styrie.

## Histoire

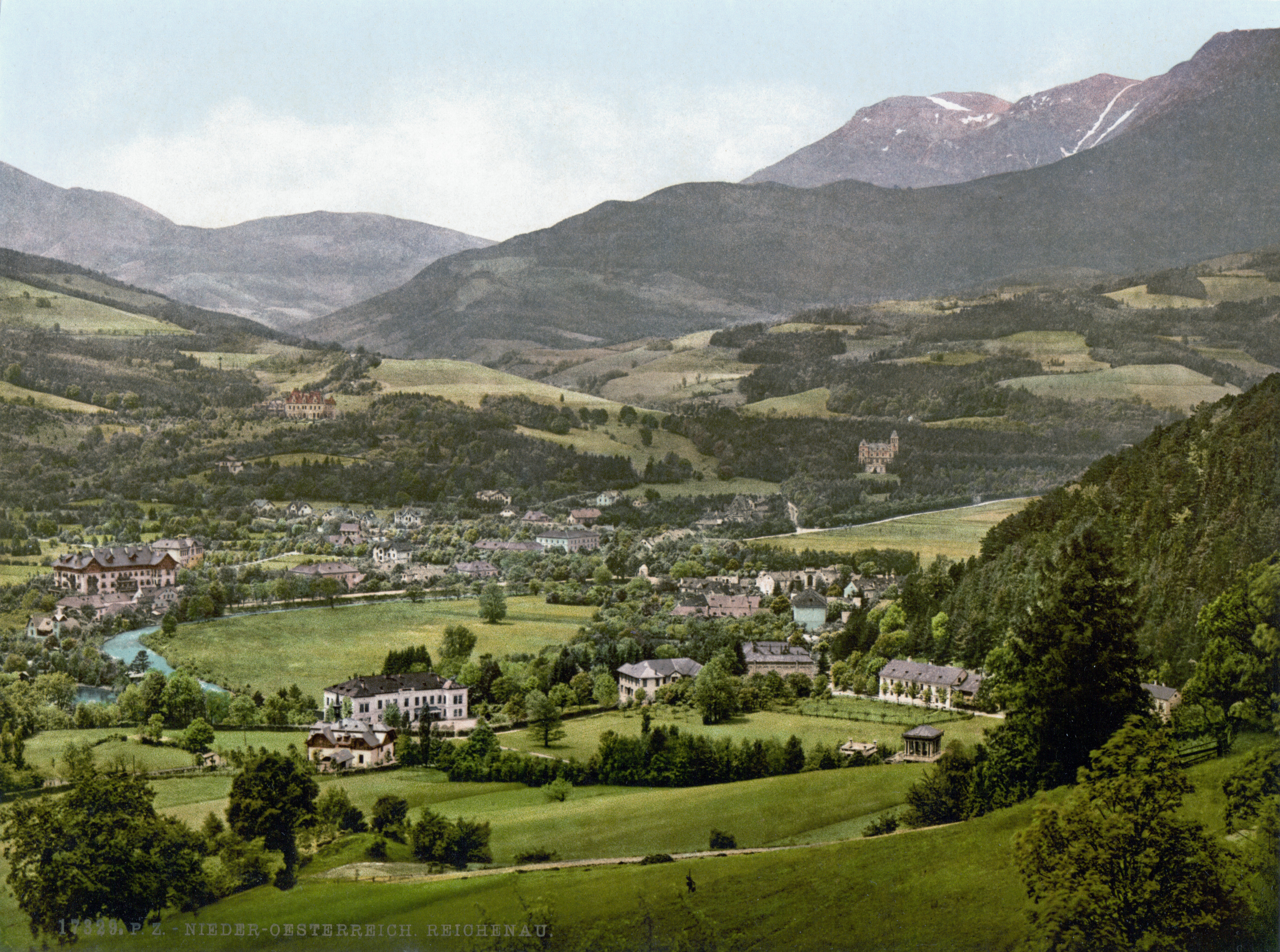
Reichenau vers l'an 1900.

La seigneurie de Reichenau dans le duché d'Autriche est mentionnée pour la première fois dans un acte de l'an 1256. En rachetant les domaines en 1333, le duc Othon donna le manoir aux moines cisterciens de l'abbaye de Neuberg. Pendant des siècles, le minerai a été extrait dans les mines de Reichenau.
La région a été développée par la construction de la Südbahn sur le col du Semmering inaugurée en 1854. La nouvelle liaison ferroviaire a fait de l'endroit tranquille une retraite favorite de la noblesse et de la grande bourgeoisie austro-hongroise. L'empereur François-Joseph Ier lui-même arriva en été avec son épouse Élisabeth et leur fils Rodolphe ; la famille impériale emménage bientôt dans une spacieuse villa construite en 1856/1857. L'archiduc Charles-Louis d'Autriche se fit construire une résidence, la villa Wartholz, de 1870 à 1872. Le château Rothschild en style Louis XIII a été édifié entre 1884 et 1889 ; très prochainement, il a servi de maison de repos pour les invalides de l'armée commune.
Reichenau était le lieu de prédilection des célèbres écrivains pour les vacances, dont Arthur Schnitzler et Peter Altenberg. Dès l'an 1903, la famille de Heimito von Doderer passait l'été dans sa résidence au village de Prien.

## Personnalités liées à la commune
- Friedrich von Flotow (1812–1883), compositeur, y a vécu à partir de 1868 ;
- Theodor Herzl (1860–1904), épouse Julie Naschauer à Reichenau en 1889, meurt dans un établissement hospitalier au village d'Edlach ;
- Franz Schalk (1863–1931), chef d'orchestre, meurt à Edlach ;
- Marie Annonciade de Habsbourg-Lorraine (1876-1961), archiduchesse d’Autriche et nièce de l’empereur François-Joseph Ier, y est née ;
- Heimito von Doderer (1896–1966), écrivain, passait souvent l'été à Prein ;
- Richard Mohaupt (1904–1957), compositeur, meurt à Reichenau ;
- Otto de Habsbourg-Lorraine (1912-2011), chef de la maison de Habsbourg-Lorraine et prétendant aux trônes d'Autriche et de Hongrie, y est né.